# Pouni-Nord
Ne doit pas être confondu avec Pouni.
Pouni-Nord est une commune rurale située dans le département de Didyr de la province de Sanguié dans la région du Centre-Ouest au Burkina Faso.

## Géographie
Situé à 15 km du chef-lieu Didyr, Pouni-Nord est traversé par la route nationale 21. La commune est divisée en douze quartiers : Kouadyr 1, Kouadyr 2, Piadyr, Nediendyr, Poum, Nioré, Zimbono, Dangodyr, Bekouadyr, Selar, Éboudié et Okionchô.

## Éducation et santé
La commune accueille un centre de santé et de promotion sociale (CSPS).